# Sine Mora
Sine Mora är ett shoot 'em up-spel utvecklat av Digital Reality och Grasshopper Manufacture till Xbox 360, Microsoft Windows, Playstation 3, Playstation Vita och iOS. Det släpptes den 21 mars 2012 till Xbox 360 via Xbox Live Arcade, den 20 november 2012 för Playstation 3 och Playstation Vita via Playstation Network, den 16 juli 2013 till iOS via Itunes Store samt till Microsoft Windows, och den 13 augusti 2013 till Ouya. Spelet är ett skjutspeli 2.5D-grafik; spelupplägget är begränsad till två axlar medan miljön renderas i 3D. Spelets miljöer har beskrivits som dieselpunk-inspirerat och som innehåller  antropomorfa figurer.
Spelet fick positiva betyg från recensenter. Vissa ansåg att spelets berättelse var förvirrande, men berömde dess grafik och spelupplägg, specifikt angående de tidsbaserade mekanikerna och bosstriderna.